# Sojitz
Sojitz (双日株式会社, Sōjitsu Kabushiki-gaisha) est une sōgō shōsha, une maison de commerce japonaise. 
Elle opère dans de nombreuses industries incluant la construction, l'industrie forestière, la chimie, l'industrie minière et les textiles.
Sojitz a été créée à la suite de la fusion de Nichimen Corporation et de Nissho Iwai Corporation.